# Maladera sericella
Maladera sericella är en skalbaggsart som beskrevs av Brenske 1898. Maladera sericella ingår i släktet Maladera och familjen Melolonthidae. Inga underarter finns listade i Catalogue of Life.